# Listwy mleczne

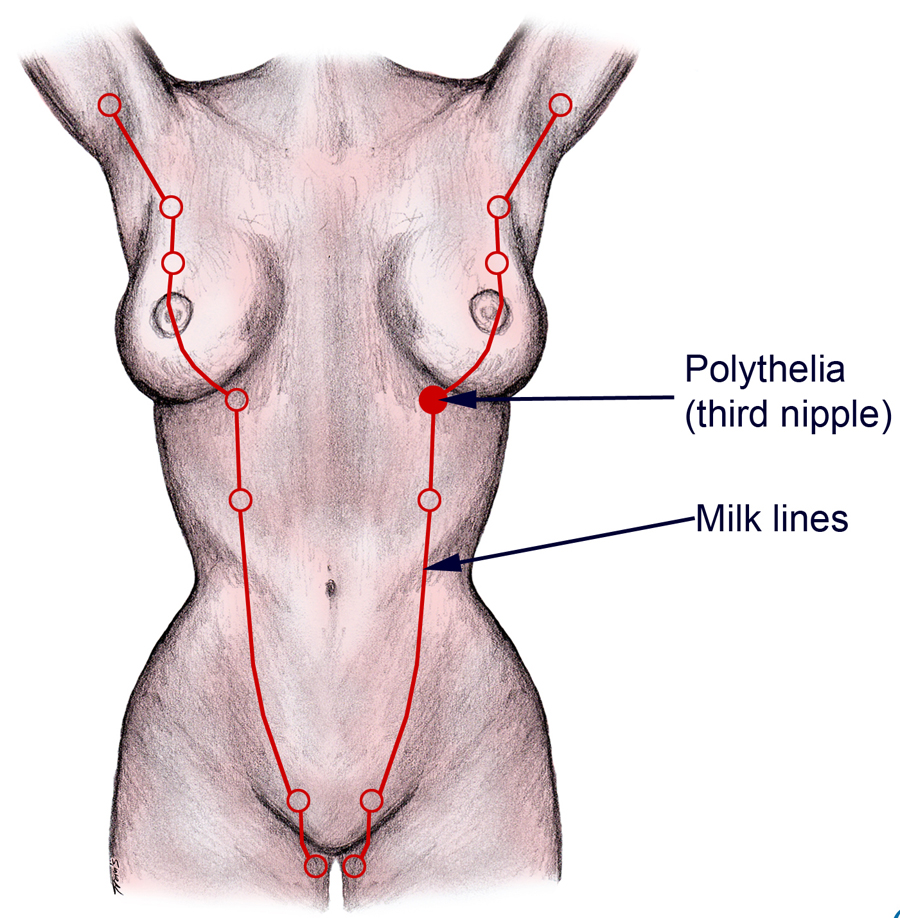
Przebieg listw mlecznych u człowieka

Listwy mleczne, listewki mlekowe (łac. lineae mammariae, crestae mammariae) – charakterystyczne dla łożyskowców wąskie zagęszczenia tkanek,  występujące u obu płci obustronnie, symetrycznie do linii pośrodkowej ciała, rozciągające się od linii pachowej pośrodkowej w dole pachowym do okolicy pachwinowej. Ze wszystkich lub tylko z części zgrubień naskórka położonych na listwach rozwijają się gruczoły mlekowe.
Liczba i położenie gruczołów są różne u różnych grup łożyskowców. Np. u nietoperzy znajdują się w okolicy grzbietowej, u naczelnych i trąbowców na klatce piersiowej, u drapieżnych oraz większości gryzoni i owadożernych na spodzie ciała, u waleni w pachwinach, a u almików i nutrii są przesunięte ku grzbietowi.
U człowieka prawidłowo, zanikają wszystkie brodawki poza jedną parą położoną w okolicy piersiowej. U człowieka przetrwałe listewki mlekowe występują rzadko, tworząc dodatkowe brodawki sutkowe – politelia.